# Đinh Đăng Luận
Đinh Đăng Luận (sinh ngày 25 tháng 8 năm 1963) là một chính trị gia người Việt Nam. Ông hiện là đại biểu Quốc hội Việt Nam khóa XIV nhiệm kì 2016-2021, thuộc đoàn đại biểu quốc hội tỉnh Yên Bái, Phó Trưởng Đoàn chuyên trách Đoàn đại biểu Quốc hội tỉnh Yên Bái, Ủy viên Ủy ban Kinh tế của Quốc hội. Ông lần đầu trúng cử đại biểu Quốc hội năm 2016 ở đơn vị bầu cử số 2, tỉnh Yên Bái gồm có thị xã Nghĩa Lộ và các huyện Văn Chấn, Trạm Tấu, Mù Cang Chải, Văn Yên.

## Xuất thân
Đinh Đăng Luận sinh ngày 25 tháng 8 năm 1963 quê quán ở xã Kiêu Ky, huyện Gia Lâm, Thành phố Hà Nội. 
Ông hiện cư trú ở Số 790, tổ 16, phường Minh Tân, thành phố Yên Bái, tỉnh Yên Bái.

## Giáo dục
- Giáo dục phổ thông: 10/10
- Đại học chuyên ngành Kinh tế nông nghiệp
- Cao cấp lí luận chính trị

## Sự nghiệp
Ông gia nhập Đảng Cộng sản Việt Nam vào ngày 3/4/1994.
Ông từng là đại biểu hội đồng nhân dân tỉnh Yên Bái, huyện Trấn Yên nhiệm kỳ 2011-2016.
Khi ứng cử đại biểu Quốc hội Việt Nam khóa 14 vào tháng 5 năm 2016 ông đang là Tỉnh ủy viên, Bí thư huyện ủy huyện Trấn Yên, tỉnh Yên Bái, làm việc ở huyện ủy huyện Trấn Yên, tỉnh Yên Bái.
Ông đã trúng cử đại biểu quốc hội năm 2016 ở đơn vị bầu cử số 2, tỉnh Yên Bái gồm có thị xã Nghĩa Lộ và các huyện Văn Chấn, Trạm Tấu, Mù Cang Chải, Văn Yên, được 237.937 phiếu, đạt tỷ lệ 90,27% số phiếu hợp lệ.
Ông hiện là Tỉnh ủy viên, Phó Trưởng Đoàn chuyên trách Đoàn đại biểu Quốc hội tỉnh Yên Bái, Ủy viên Ủy ban Kinh tế của Quốc hội (Đại biểu chuyên trách: Địa phương).
Ông đang làm việc ở Văn phòng Đoàn đại biểu Quốc hội tỉnh Yên Bái.